# Каас, Нильс

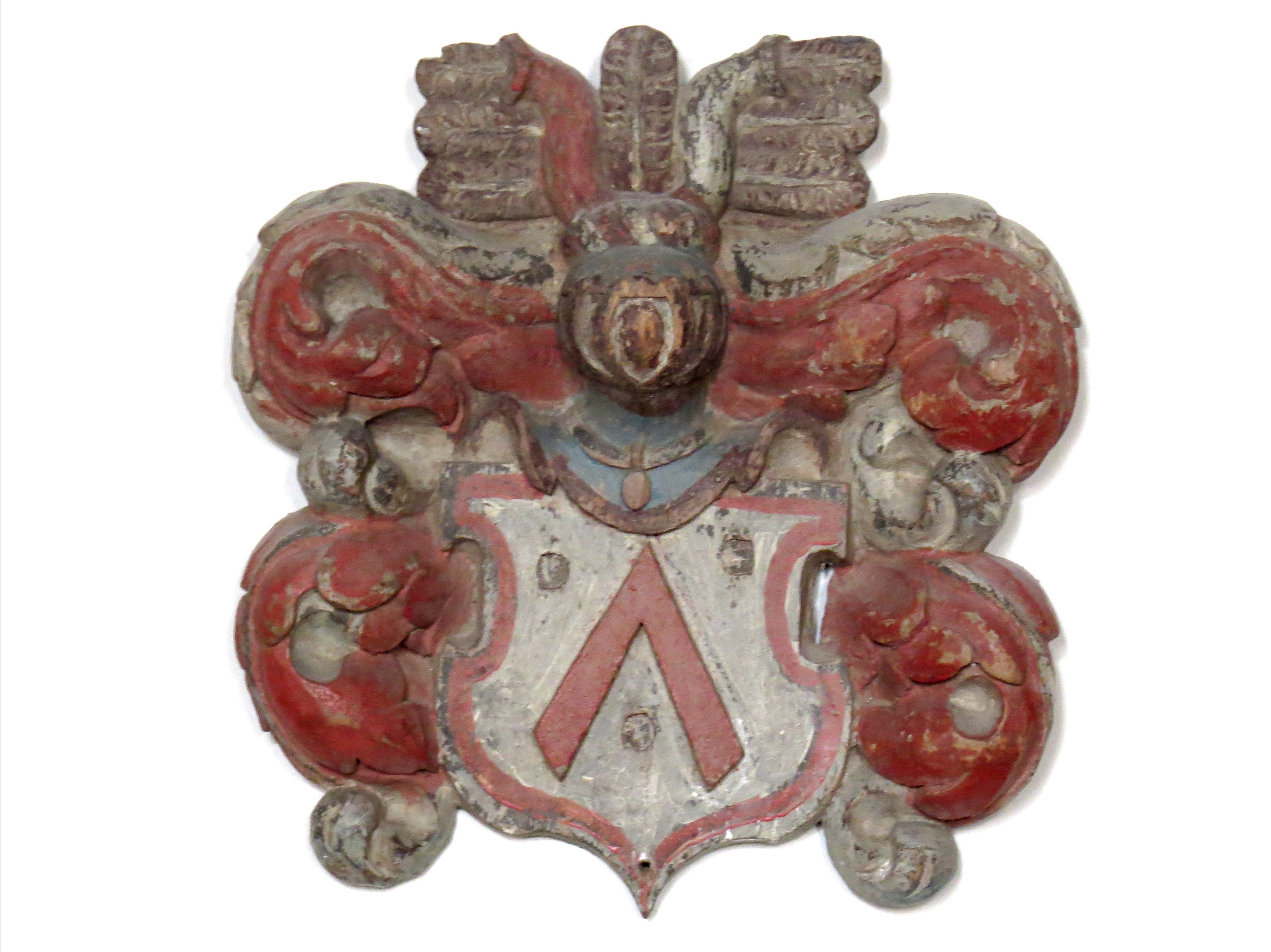
Фамильный герб Каас

Нильс Каас (дат. Niels Kaas; 1534, Виборг, Дания — 29 июня 1594, Копенгаген) — датский государственный и политический деятель, канцлер Дании (1573—1594). Регент Дании и Норвегии. Ректор Копенгагенского университета.

## Биография

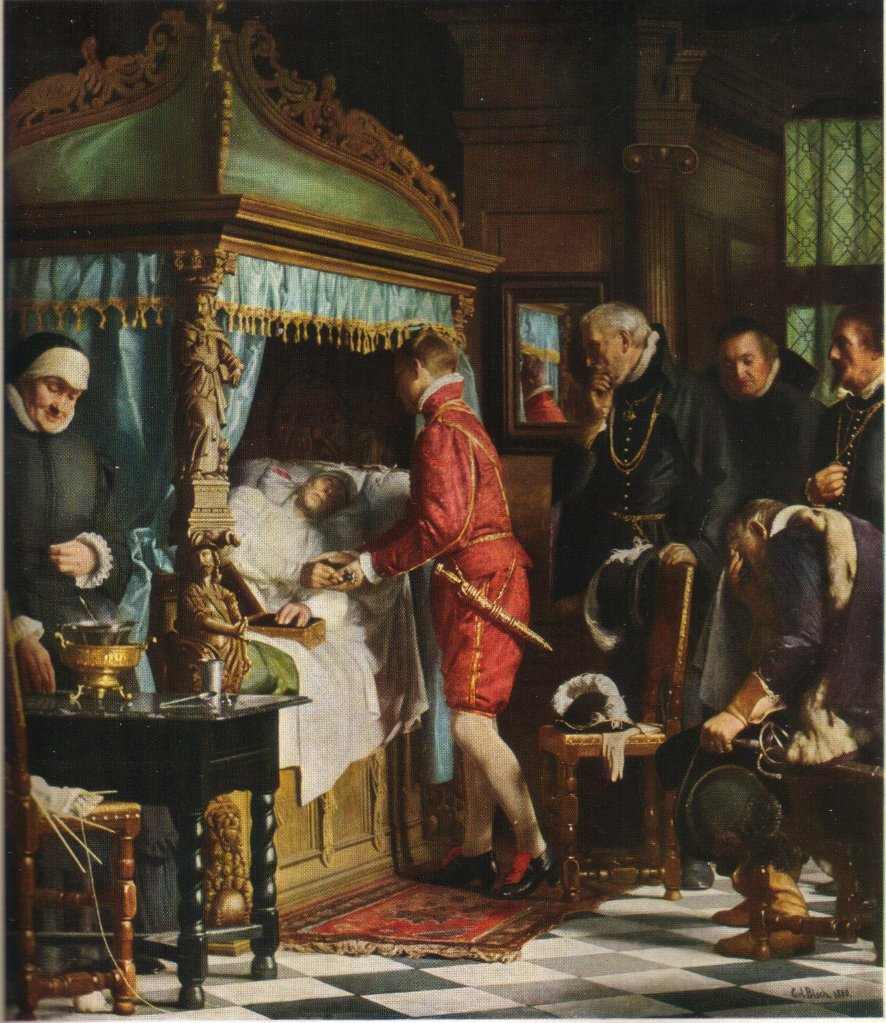
Нильс Каас на смертном одре даёт советы Кристиану IV

Представитель знатного рода. После окончания школы в Виборге, в 1549 году переехал в Копенгаген, где учился под руководством богослова Нильса Геммингсена, изучал богословие, историю и латынь. В 1554 году продолжил учёбу в Виттенберге у Филиппа Меланхтона. Учился также в университетах Франкфурта и Лёвена.
В 1557 году вернулся в Копенгаген и через три года поступил в Датскую канцелярию. Его познания в истории и латыни стали неоценимыми в переговорах с другими странами. Во время Северной Семилетней войны Каас оставался в Копенгагене и помогал вести переговоры со Швецией в Роскилле. В 1570 году участвовал в заключении Штеттинского мира, завершившего Северную семилетнюю войну 1563—1570 годов.
В мае 1573 года лордами королевства был назначен канцлером Дании. В 1575 году стал вторым по влиятельности человеком в стране. Король Дании Фредерик II высоко ценил дипломатические способности Кааса. Будучи канцлером он помог решить вопрос о престолонаследии герцогу Гансу Шлезвиг-Гольштейн-Хадерслевскому и Гансу II Шлезвиг-Гольштейн-Зондербургскому в 1582 году.
Оказал влияние на воспитание Кристиана IV, после смерти короля-отца, когда Кристиану  было только 11 лет.
После смерти Фредерика II в 1588 году Каас стал регентом государства. В 1593 году помог частичному освобождению герцогства Шлезвиг-Гольштейн от Священной Римской империи и обеспечить власть над ними преемника Фридриха Кристиана IV.
Занимал пост ректора Копенгагенского университета, где под его руководством в университете была создана первая в истории профессорская должность. Многие из его сочинений сохранились с нашего времени. Проявлял особый интерес к исследованиям астрономии под руководством Тихо Браге и истории в целом.